# El universo de Stephen Hawking (serie de 1997)
El universo de Stephen Hawking —en inglés: Stephen Hawking's Universe— es un documental sobre astronomía del año 1997, realizado por la PBS y narrado por el físico teórico Stephen Hawking. La serie, que consta de seis episodios, analiza la historia de la astronomía, así como los agujeros negros y la materia oscura.

## Episodios
1. Ver para creer
2. El big bang
3. Alquimia cósmica
4. En el lado oscuro
5. Agujeros negros y más allá
6. Una respuesta para todo

Un sitio web fue producido para acompañar al documental. El sitio web comprende la historia de la cosmología, interrogantes y otros temas relacionados con el programa. Fue diseñado para funcionar como un complemento de la serie y una web independiente. Junto con los detalles que explican la terminología, los diferentes modelos de universo, biografías de personajes históricos famosos en la cosmología y contenidos derivados del programa, la web incluye debates entre los cosmólogos contemporáneos en "unsolved mysteries", una oportunidad para hacer preguntas, así como sugerencias de experimentos.
Uno de los episodios, "En el lado oscuro", relata la posibilidad de viajes en el hiperespacio y explora la tecnología de la franquicia Star Wars.